# Ljantor
Ljantor (russisch Лянтор) ist eine Stadt in Westsibirien, im Autonomen Kreis der Chanten und Mansen/Jugra (Russland) mit 38.992 Einwohnern (Stand 14. Oktober 2010).

## Geographie
Die Stadt liegt im Westsibirischen Tiefland nördlich des Ob an dessen Nebenfluss Pim, etwa 80 km nordwestlich von Surgut. Das Klima ist kontinental.
Die Stadt Ljantor ist administrativ dem Rajon Surgut unterstellt.

## Geschichte
1932 entstand am Ufer des Flusses Pim ein gleichnamiges Fischerdorf. 1965 wurde in der Umgebung mit Erkundungsbohrungen begonnen; die entdeckte Erdöllagerstätte erhielt nach einem nahe gelegenen See den Namen Ljantorskoje (Лянторское месторождение). Seit 1967 entstand eine Geologen- und Erdölarbeitersiedlung, die 1978 den offiziellen Namen Ljantorski (Лянторский) und 1980 den Status einer Siedlung städtischen Typs erhielt. 1984 wurde das alte Dorf Pim Teil der Siedlung. Seit 1992 besitzt der Ort Stadtrecht.

### Bevölkerungsentwicklung
| Jahr | Einwohner |
| ---- | --------- |
| 1989 | 22.071    |
| 2002 | 33.011    |
| 2010 | 38.992    |

Anmerkung: Volkszählungsdaten

## Kultur und Sehenswürdigkeiten
In Ljantor gibt es seit 1989 ein Ethnografisches Museum zur Kultur des indigenen Volkes der Chanten, zu dem auch eine Freiluftexposition gehört.

## Wirtschaft
Ljantor ist ein Zentrum der Erdölförderung auf den Lagerstätten Ljantorskoje und Nischnesortymskoje (Нижнесортымское, Unterer Sortym). Die hier ansässige Firma Ljantorneft (Лянторнефть) gehört zum Konzern Surgutneftegas (Сургутнефтегаз).